# Куп Радивоја Кораћа 2022.
Куп Радивоја Кораћа 2022. године био је одржан по шеснаести пут као национални кошаркашки куп Србије, а двадесети пут под овим именом. Домаћин турнира био је Ниш у периоду од 17. до 20. фебруара 2022. године, а сви мечеви су одиграни у Хали Чаир. Насловни спонзор такмичења и ове године је било Триглав осигурање.
На седници Управног одбора Кошаркашког савеза Србије која је одржана 23. децембра 2021. године донета је одлука да након годину дана паузе домаћин завршног турнира купа поново буде Ниш.
Жреб парова овог издања Купа Радивоја Кораћа одржан је 31. јануара 2022. у хотелу Crowne Plaza Beograd, уз директан пренос на телевизији Арена спорт. Парове су извлачили селекторка женске А репрезентације Марина Маљковић, селектор мушке А репрезентације Светислав Пешић, градоначелница Ниша Драгана Сотировски и представник Триглав осигурања Драган Марковић. Вољом жреба је предвиђена могућност да се београдски вечити ривали сретну тек у финалу, што се и догодило.
И ове године на снази је било правило да сваки клуб за такмичење може да пријави највише четири играча који поседују инострано кошаркашко држављанство. Мега Моцарт је тако морала да се одрекне доприноса чак три играча, те је решила да са списка пријављених изостави Александера Балцеровског, Луку Богавца и повређеног Малкома Казалона. Партизан НИС је донео одлуку да на турниру наступи без Грегора Гласа и Јама Мадара. У екипи Црвене звезде МТС прекобројан је био повређени Мајк Цирбес.
Црвена звезда МТС је одбранила трофеј освојен годину дана раније у Новом Саду. У финалу је савладала вечитог ривала резултатом 85:68. Црвено-бели су били у резултатској предности целим током тог меча, а у једном тренутку су имали и предност од чак 24 поена. Кошаркашима Звезде је ово био укупно једанаести трофеј у националном купу, а осми откад то такмичење носи име Радивоја Кораћа. Три недеље касније су и Звездине кошаркашице на истом месту освојиле национални куп.
Признање намењено најкориснијем играчу финалне утакмице освојио је Нејт Волтерс, чији је индекс корисности износио 18. Звездин плејмејкер је постигао четрнаест поена и забележио по четири скока и асистенције, а уз то је још украо једну лопту и блокирао један шут. Најбољи стрелац финала био је Матијас Лесор, центар поражене екипе, који је постигао 19 поена.

## Учесници
На турниру учествује укупно 8 екипа, а право учешћа клуб може стећи по једном од три основа:
- Као учесник првог ранга Јадранске лиге 2021/22. (5 екипа)
  - По овом основу пласман су обезбедили Борац Чачак, Мега Моцарт, Партизан НИС, ФМП Меридијан и Црвена звезда МТС.
- Као финалиста Купа КСС II степена (2 екипе)
  - По овом основу пласман су обезбедили: Борац Земун (победник купа) и СПД Раднички Крагујевац (финалиста).
- Као најбоље пласирана екипа на половини првог дела такмичења у Кошаркашкој лиги Србије 2021/22. (1 екипа)
  - По овом основу пласман је обезбедио Златибор.[10]

## Дворана
| Ниш              | НишКуп Радивоја Кораћа 2022. на карти Србије |
| Хала Чаир        | НишКуп Радивоја Кораћа 2022. на карти Србије |
| Капацитет: 4.800 | НишКуп Радивоја Кораћа 2022. на карти Србије |
|                  | НишКуп Радивоја Кораћа 2022. на карти Србије |

## Костур такмичења
|  | Четвртфинале      | Четвртфинале  |                   |     | Полуфинале | Полуфинале |  |  | Финале | Финале |
|  |                   |               |                   |     |            |            |  |  |        |        |
|  | 17. фебруар       |               |                   |     |            |            |  |  |        |        |
|  |                   |               |                   |     |            |            |  |  |        |        |
|  | Црвена звезда МТС | 103           |                   |     |            |            |  |  |        |        |
|  | Црвена звезда МТС | 103           | 19. фебруар       |     |            |            |  |  |        |        |
|  | СПД Раднички      | 59            |                   |     |            |            |  |  |        |        |
|  | СПД Раднички      | 59            | Црвена звезда МТС | 72  |            |            |  |  |        |        |
|  | 17. фебруар       |               | Црвена звезда МТС | 72  |            |            |  |  |        |        |
|  |                   | Мега Моцарт   | 53                |     |            |            |  |  |        |        |
|  | Мега Моцарт       | Мега Моцарт   | 53                | 84  |            |            |  |  |        |        |
|  | Мега Моцарт       |               | 20. фебруар       | 84  |            |            |  |  |        |        |
|  | Златибор          | 57            |                   |     |            |            |  |  |        |        |
|  | Златибор          | 57            | Црвена звезда МТС | 85  |            |            |  |  |        |        |
|  | 18. фебруар       |               | Црвена звезда МТС | 85  |            |            |  |  |        |        |
|  |                   | Партизан НИС  | 68                |     |            |            |  |  |        |        |
|  | Партизан НИС      | Партизан НИС  | 68                | 101 |            |            |  |  |        |        |
|  | Партизан НИС      | 19. фебруар   |                   | 101 |            |            |  |  |        |        |
|  | Борац Земун       | 48            |                   |     |            |            |  |  |        |        |
|  | Борац Земун       | 48            | Партизан НИС      | 92  |            |            |  |  |        |        |
|  | 18. фебруар       |               | Партизан НИС      | 92  |            |            |  |  |        |        |
|  |                   | ФМП Меридијан | 89                |     |            |            |  |  |        |        |
|  | ФМП Меридијан     | ФМП Меридијан | 89                | 88  |            |            |  |  |        |        |
|  | ФМП Меридијан     |               |                   | 88  |            |            |  |  |        |        |
|  | Борац Чачак       | 77            |                   |     |            |            |  |  |        |        |
|  | Борац Чачак       | 77            |                   |     |            |            |  |  |        |        |

## Четвртфинале
| 17. 2. 2022. 18:00 | Извештај | Црвена звезда МТС                                                                      | 103 : 59 | СПД Раднички                          | Хала Чаир, Ниш Гледаоци: 500 Судије: Миливоје Јовчић, Немања Нинковић, Петар Пешић |  |
| 17. 2. 2022. 18:00 | Извештај | Четвртине: 28:13, 29:11, 24:22, 22:13                                                  |          |                                       | Хала Чаир, Ниш Гледаоци: 500 Судије: Миливоје Јовчић, Немања Нинковић, Петар Пешић |  |
| 17. 2. 2022. 18:00 | Извештај | Поени: Ивановић 18 Скокови: Вајт, Кузмић 6 Асистенције: Ивановић 6 Индекс: Ивановић 26 |          | Катић 17 Станковић 8 Катић 5 Катић 22 | Хала Чаир, Ниш Гледаоци: 500 Судије: Миливоје Јовчић, Немања Нинковић, Петар Пешић |  |

| 17. 2. 2022. 21:00 | Извештај | Мега Моцарт                                                                                    | 84 : 57 | Златибор                                  | Хала Чаир, Ниш Гледаоци: 500 Судије: Урош Обркнежевић, Иван Стефановић, Стефан Ћалић |  |
| 17. 2. 2022. 21:00 | Извештај | Четвртине: 19:20, 22:9, 21:18, 22:10                                                           |         |                                           | Хала Чаир, Ниш Гледаоци: 500 Судије: Урош Обркнежевић, Иван Стефановић, Стефан Ћалић |  |
| 17. 2. 2022. 21:00 | Извештај | Поени: Симанић 15 Скокови: Матковић 11 Асистенције: Јовић, Смит 5 Индекс: Матковић, Симанић 17 |         | Кутлешић 17 Николић 8 Тадић 7 Кутлешић 15 | Хала Чаир, Ниш Гледаоци: 500 Судије: Урош Обркнежевић, Иван Стефановић, Стефан Ћалић |  |

| 18. 2. 2022. 18:00 | Извештај | ФМП Меридијан                                                                                 | 88 : 77 | Борац Чачак                                       | Хала Чаир, Ниш Гледаоци: 1.000 Судије: Илија Белошевић, Александар Глишић, Владимир Јевтовић |  |
| 18. 2. 2022. 18:00 | Извештај | Четвртине: 19:8, 20:18, 23:18, 26:33                                                          |         |                                                   | Хала Чаир, Ниш Гледаоци: 1.000 Судије: Илија Белошевић, Александар Глишић, Владимир Јевтовић |  |
| 18. 2. 2022. 18:00 | Извештај | Поени: Тасић 19 Скокови: Шарановић, Тасић 8 Асистенције: Џоунс 13 Индекс: Шарановић, Тасић 17 |         | Пецарски 18 Лопез, Пецарски 7 Лопез 5 Пецарски 23 | Хала Чаир, Ниш Гледаоци: 1.000 Судије: Илија Белошевић, Александар Глишић, Владимир Јевтовић |  |

| 18. 2. 2022. 21:00 | Извештај | Партизан НИС                                                                         | 101 : 48 | Борац Земун                                  | Хала Чаир, Ниш Гледаоци: 3.000 Судије: Марко Јурас, Јасмина Јурас, Синиша Прпа |  |
| 18. 2. 2022. 21:00 | Извештај | Четвртине: 22:12, 25:18, 26:9, 28:9                                                  |          |                                              | Хала Чаир, Ниш Гледаоци: 3.000 Судије: Марко Јурас, Јасмина Јурас, Синиша Прпа |  |
| 18. 2. 2022. 21:00 | Извештај | Поени: Вукчевић 16 Скокови: Дангубић 8 Асистенције: два играча 6 Индекс: Дангубић 25 |          | Балмазовић 15 Синовец 5 Синовец 5 Синовец 14 | Хала Чаир, Ниш Гледаоци: 3.000 Судије: Марко Јурас, Јасмина Јурас, Синиша Прпа |  |

## Полуфинале
| 19. 2. 2022. 17:00 | Извештај | Црвена звезда МТС                                                            | 72 : 53 | Мега Моцарт                                     | Хала Чаир, Ниш Гледаоци: 3.500 Судије: Миливоје Јовчић, Александар Глишић, Иван Стефановић |  |
| 19. 2. 2022. 17:00 | Извештај | Четвртине: 15:21, 24:12, 17:14, 16:6                                         |         |                                                 | Хала Чаир, Ниш Гледаоци: 3.500 Судије: Миливоје Јовчић, Александар Глишић, Иван Стефановић |  |
| 19. 2. 2022. 17:00 | Извештај | Поени: Калинић 15 Скокови: Кузмић 7 Асистенције: Волтерс 5 Индекс: Кузмић 18 |         | Матковић 15 Церовина 6 Смит 7 Смит, Матковић 12 | Хала Чаир, Ниш Гледаоци: 3.500 Судије: Миливоје Јовчић, Александар Глишић, Иван Стефановић |  |

| 19. 2. 2022. 21:00 | Извештај | Партизан НИС                                                                       | 92 : 89 | ФМП Меридијан                        | Хала Чаир, Ниш Гледаоци: 3.500 Судије: Урош Обркнежевић, Марко Јурас, Синиша Прпа |  |
| 19. 2. 2022. 21:00 | Извештај | Четвртине: 21:24, 31:19, 21:17, 19:29                                              |         |                                      | Хала Чаир, Ниш Гледаоци: 3.500 Судије: Урош Обркнежевић, Марко Јурас, Синиша Прпа |  |
| 19. 2. 2022. 21:00 | Извештај | Поени: Пантер 29 Скокови: Копривица 6 Асистенције: Пантер, Мур 4 Индекс: Пантер 32 |         | Џоунс 29 Изунду 10 Џоунс 13 Џоунс 35 | Хала Чаир, Ниш Гледаоци: 3.500 Судије: Урош Обркнежевић, Марко Јурас, Синиша Прпа |  |

## Финале
| 20. 2. 2022. 21:00 | Извештај | Црвена звезда МТС                                                                    | 85 : 68 | Партизан НИС                           | Хала Чаир, Ниш Гледаоци: 5.000 Судије: Миливоје Јовчић, Марко Јурас, Александар Глишић |  |
| 20. 2. 2022. 21:00 | Извештај | Четвртине: 20:13, 29:15, 18:18, 18:22                                                |         |                                        | Хала Чаир, Ниш Гледаоци: 5.000 Судије: Миливоје Јовчић, Марко Јурас, Александар Глишић |  |
| 20. 2. 2022. 21:00 | Извештај | Поени: Калинић 18 Скокови: Кузмић 7 Асистенције: Холинс 5 Индекс: Волтерс, Холинс 18 |         | Лесор 19 Ледеј, Лесор 4 Мур 5 Лесор 22 | Хала Чаир, Ниш Гледаоци: 5.000 Судије: Миливоје Јовчић, Марко Јурас, Александар Глишић |  |

| Стартери:     | Стартери: | Стартери:        | П  | С | А |
| ------------- | --------- | ---------------- | -- | - | - |
| ПЛ            | 3         | Нејт Волтерс     | 14 | 4 | 4 |
| КЦ            | 7         | Дејан Давидовац  | 3  | 5 | 1 |
| КЦ            | 12        | Никола Калинић   | 18 | 3 | 4 |
| Б             | 14        | Остин Холинс     | 15 | 1 | 5 |
| Ц             | 32        | Огњен Кузмић     | 5  | 7 | 1 |
| Резерве:      |           |                  |    |   |   |
| К             | 2         | Стефан Лазаревић | 0  | 0 | 0 |
| КЦ/Ц          | 9         | Лука Митровић    | 4  | 2 | 1 |
| К             | 10        | Бранко Лазић     | 0  | 0 | 0 |
| К             | 13        | Огњен Добрић     | 9  | 3 | 4 |
| ПЛ            | 20        | Никола Ивановић  | 4  | 0 | 1 |
| Б             | 27        | Стефан Марковић  | 13 | 3 | 1 |
| КЦ            | 30        | Арон Вајт        | 0  | 1 | 0 |
| Тренер:       |           |                  |    |   |   |
| Дејан Радоњић |           |                  |    |   |   |

| Црвена звезда МТС |  | Партизан НИС |

| ЦЗВ         | Статистика        | ПАР         |
| ----------- | ----------------- | ----------- |
|             | Статистика        |             |
| 21/35 (60%) | Шут за 2 поена    | 18/30 (60%) |
| 10/21 (47%) | Шут за 3 поена    | 5/17 (29%)  |
| 13/17 (76%) | Слободна бацања   | 17/21 (80%) |
| 8           | Скокови у нападу  | 5           |
| 21          | Скокови у одбрани | 18          |
| 29          | Укупно скокова    | 23          |
| 22          | Асистенција       | 12          |
| 16          | Изгубљених лопти  | 17          |
| 8           | Украдених лопти   | 10          |
| 1           | Блокада           | 2           |
| 22 (24)     | Фаулова           | 21 (22)     |

| Стартери:       | Стартери: | Стартери:        | П          | С          | А          |
| --------------- | --------- | ---------------- | ---------- | ---------- | ---------- |
| Б               | 0         | Кевин Пантер     | 14         | 2          | 3          |
| К               | 00        | Родионс Куруцс   | 9          | 3          | 1          |
| КЦ/Ц            | 2         | Зак Ледеј        | 10         | 4          | 0          |
| Б               | 4         | Алекса Аврамовић | 4          | 2          | 1          |
| Ц               | 5         | Балша Копривица  | 0          | 3          | 1          |
| Резерве:        |           |                  |            |            |            |
| КЦ              | 1         | Тристан Вукчевић | Није играо | Није играо | Није играо |
| К               | 3         | Раде Загорац     | Није играо | Није играо | Није играо |
| К               | 6         | Немања Дангубић  | 0          | 0          | 0          |
| Ц               | 11        | Душан Милетић    | Није играо | Није играо | Није играо |
| Б               | 14        | Далас Мур        | 11         | 3          | 5          |
| Ц               | 26        | Матијас Лесор    | 19         | 4          | 1          |
| Б               | 32        | Урош Трифуновић  | 1          | 1          | 0          |
| Тренер:         |           |                  |            |            |            |
| Жељко Обрадовић |           |                  |            |            |            |

| Победник Купа Радивоја Кораћа 2022. |
| ----------------------------------- |
| КК Црвена звезда 8. титула          |